# Västergötlands runinskrifter 135
Västergötlands runinskrifter 135 är en nu försvunnen vikingatida runsten som funnits i Hassla by, Kinneveds socken och Falköpings kommun. Stenen torde ha varit cirka 1,5 meter hög och ristad på två sidor.

## Inskriften
Translitterering av runraden:
[brantr + risþi + stin + þinsi · eftiʀ nosmu × bruþur sin · saʀ uarþ þrebin × o tustitki]
Normalisering till runsvenska:
Brandr ræisti stæin þennsi æftiʀ Asmund(?), broður sinn. Saʀ varð drepinn a austrvegi(?).
Översättning till nusvenska:
Brand reste denna sten efter Åsmund(?). Han blev dräpt i österväg(?).